# Carmichael, Kalifornien
Carmichael är en census designated place i Sacramento County i Kalifornien. Carmichael hade 51 800 invånare år 2004.
Orten är uppkallad efter företagaren Daniel W. Carmichael.

## Personer från Carmichael
- Brenda Song, skådespelerska
- Smosh (Ian Hecox och Anthony Padilla), komikerduo